# Dorothée Fournier
Dorothée Fournier (Grenoble, 6 de abril de 1976) es una deportista francesa que compitió en snowboard. Ganó una medalla de bronce en el Campeonato Mundial de Snowboard de 1997, en la prueba de eslalon.

## Medallero internacional
| Campeonato Mundial | Campeonato Mundial   | Campeonato Mundial | Campeonato Mundial |
| Año                | Lugar                | Medalla            | Competición        |
| ------------------ | -------------------- | ------------------ | ------------------ |
| 1997               | San Candido (Italia) | Medalla de bronce  | Eslalon            |